# Malleichen
Malleichen (westallgäuerisch: Malloichə) ist ein Gemeindeteil der Gemeinde Gestratz im bayerisch-schwäbischen Landkreis Lindau (Bodensee).

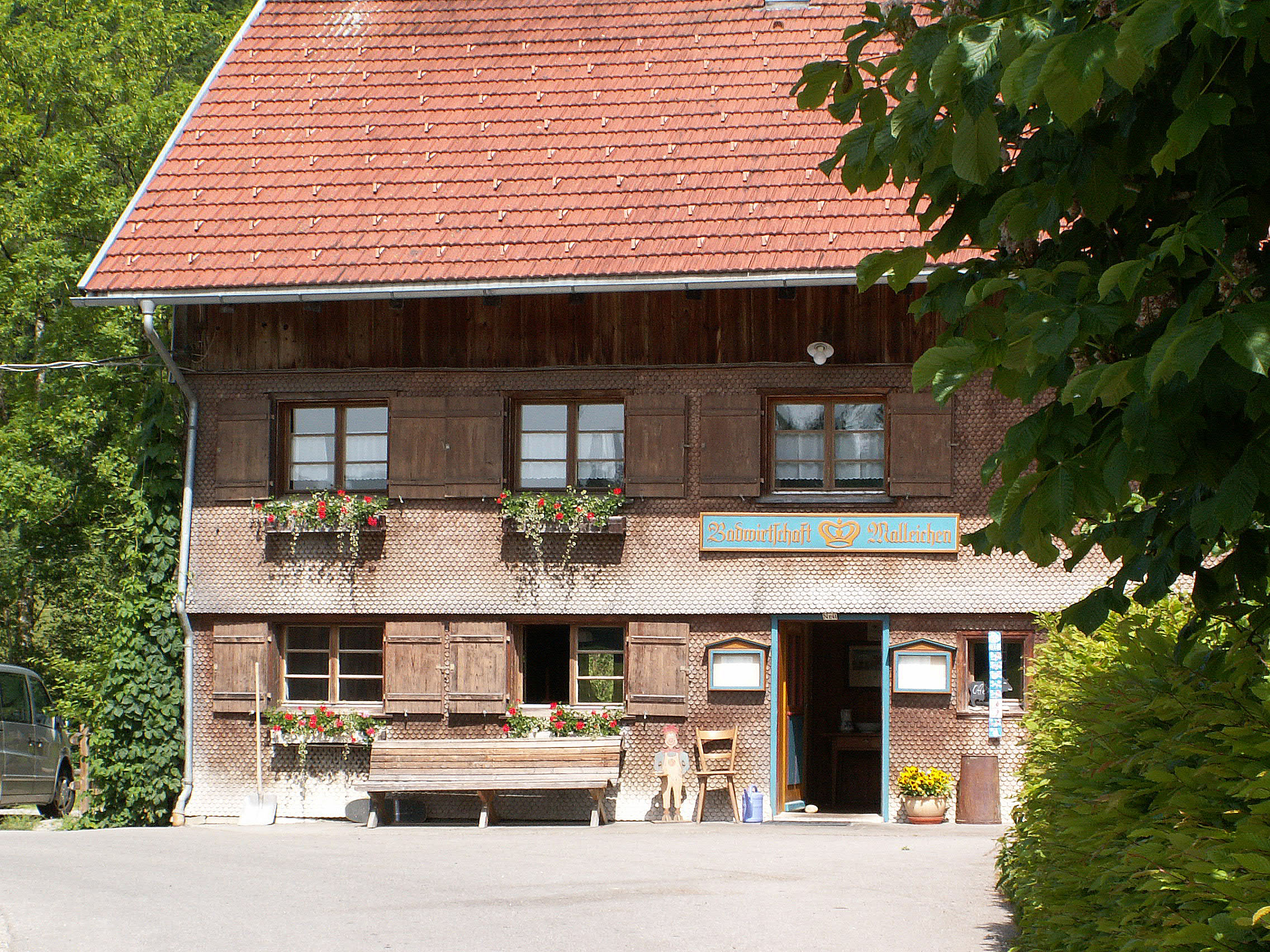

## Geographie
Die Einöde liegt im Westen der Gemeinde, 1,3 km von Gestratz entfernt und unmittelbar südöstlich der Landesgrenze zu Baden-Württemberg. Die Ortschaft liegt in der Region Westallgäu. Im Nordwesten trennt die Obere Argen den Ort ab zum Ort Malaichen in der Gemeinde Argenbühl. Das einzige vorhandene Anwesen wird heute als Ausflugslokal genutzt.

## Ortsname
Der Name Malleichen bezieht sich vermutlich auf eine von Eichen verschattete Malstätte oder auf ein auffälliges Grenzmal als Grenzzeichen zwischen dem Alpgau und dem Nibelgau, das sich an dieser Stelle befand.

## Geschichte
1522 ist der Ort das erste Mal in einem Grundbuch erwähnt, 1778 erfolgt die Ersterwähnung als Wirtschaftsbetrieb. Von 1880 bis 1930 war Malleichen eine sogenannte Bäderwirtschaft. Mit dem Wasser aus einer nahen Mineralquelle wurden, zusätzlich zum normalen Wirtsbetrieb, Bäder angeboten.
1883 ersteigerte Alois Natterer das Lokal. Bis zum Tod der Wirtin Babett Natterer im Jahr 1983 blieb es im Familienbesitz, seitdem gehört es der Meckatzer Löwenbräu.
Maleichen war Gerichtsort der „freien Leute von Eglofs“.

### Inneburg
Östlich von Malleichen befindet sich das Bodendenkmal der Inneburg. Ein rund 350 Meter langer und wenige Meter breiter Grat führt von Hochglend zu einer 80 mal 110 Meter großen Befestigungterrasse oberhalb von Malleichen. Vermuten lässt sich bei der Inneburg eine vorgeschichtliche Nutzung und eine spätere Nutzung als Fliehburg.

## Baudenkmäler
Siehe: Liste der Baudenkmäler in Malleichen